# HD33331
HD33331 — хімічно пекулярна зоря спектрального класу B7, що має видиму зоряну величину в смузі V приблизно  6,9.
Вона  розташована на відстані близько 1019,2 світлових років від Сонця.

## Фізичні характеристики
Телескоп Гіппаркос зареєстрував фотометричну змінність  даної зорі з періодом    1,15 доби в межах від  Hmin= 6,91 до  Hmax= 6,87.

## Пекулярний хімічний вміст
Зоряна атмосфера HD33331 має підвищений вміст 
He
.